# アナスタシウス1世
アナスタシウス1世（Anastasius I, 431年 - 518年7月9日）は、東ローマ帝国の皇帝（在位：491年 - 518年）。
左右の瞳の色が異なることからディコルス(Dicorus)と渾名された。

## 生涯
先帝ゼノンは後継者を指名せずして491年、崩御した。このため、ゼノンの皇后アリアドネは枢密院警護長であったアナスタシウスと成婚することで、皇帝として選んだのである。
即位直後、アナスタシウス1世はイサウリア人の反乱を鎮圧するとともに、ブルガール人の侵攻を防いで帝国の防備を強化した。さらに、この頃になると帝国財政は破綻寸前にあったが、アナスタシウス1世は優れた経済政策を採用することで、財政再建を実現させるなど、その治世に多くの功績を残した。アナスタシウス1世の改革は後にユスティニアヌス1世の時代に東ローマ帝国が領土を回復するための原動力となったと言われる。
アナスタシウス1世は熱心なキリスト教徒であったが、単性論寄りであったためにカトリック教会と対立するなど、宗教政策においては苦難を極めた。また当時のコンスタンティノープル総主教も単性論寄りであったためにローマ教皇フェリクス3世によって破門され、これによって東西教会は分裂していくこととなる。そのため後世のキリスト教歴史家からの評価は極めて低い。
508年、フランク王クローヴィス1世に対し、アナスタシウス1世はローマ帝国名誉執政官に任命した。518年、男児無くして崩御した。宝算86~87歳。
後継者には元老院によって親衛隊からユスティヌスが選ばれた。

## 親族

### 先祖
アナスタシウス1世はコンスタンティウス1世とコンスタンティヌス1世の子孫でコンスタンティヌス朝の末裔の一人である。
アナスタシウス1世の父の名はポンペイウス（410年頃 - ?）、母はArriana。母の祖父ガッルス（370年頃 - ?）は4世紀のローマ帝国の副帝の一人で皇帝フラウィウス・クラウディウス・ユリアヌス（331/332年 - 363年）の異母兄コンスタンティウス・ガッルス（325/326年 - 354年）とコンスタンティヌス1世の娘の一人コンスタンティア（307年以後から317年以前/320年頃 - 354年）の一人娘アナスタシア（352年 - ?）の息子である。また、コンスタンティアの母のファウスタ（289年 - 326年）は皇帝マクシミアヌスの娘である。マクシミアヌスの息子でファウスタの兄にマクセンティウスがいる。
上記の系譜故に、アナスタシウス1世は副帝ガッルスとコンスタンティアの来孫、コンスタンティヌス1世とファウスタの昆孫、マクシミアヌスとその皇妃エウトロピアの仍孫、コンスタンティウス1世とその妻2人（前妻ヘレナはコンスタンティヌス1世の母、後妻テオドラは副帝ガッルスの父フラウィウス・ユリウス・コンスタンティウスの母）の仍孫にあたる。

### 子供
アナスタシウス1世直系の子としては507年に殺害された名前不明の男子（詳細不明の愛人との間に儲けた庶子であり、母は正妃アリアドネでは無い）のみしか確認されておらず、その男子に妻子がいたという記録も無い為、アナスタシウス1世の死後も生き残った直系子孫は存在しない。

### 傍系子孫
傍系として、妹カエサリア（435年頃 - ?）の血筋は7世紀初めまで続いた。一方、弟パウルス（445年頃 - 496年）の娘イレーネーはアニキウス・オリブリオス・ミノール（480年頃生誕。502年の執政官）と結婚。アニキウス・オリブリオス・ミノールの母アニキア・ユリアナ（462年 - 527/528年）はウァレンティニアヌス朝とテオドシウス朝の血を引く西ローマ帝国皇帝・ウァレンティニアヌス3世の孫娘であった。アニキウス・オリブリオス・ミノールとエイレーネーは娘プロバ（510年頃生誕）を儲け、プロバは夫アニキウス・プロブス・ミノール（495年頃 - 525年以降）との娘ユリアナ（533年頃生誕）の血筋はユスティニアヌス朝、ヘラクレイオス王朝と結びついて存続し、第一次ブルガリア帝国の皇室にもその血が入り込んでいる。ユリアナの曽孫娘にフラウィア・ユリアナ（590年頃生誕）がいるが、彼女は西ゴート王国の王室の血筋であるアタナギルド（580~582年/583年 - 没年不詳、第17代国王レオヴィギルドの長男ヘルメネギルドとその妻イングンデの息子、レオウィギルドの最初の妻でヘルメネギルドの母テオドシアの血筋を辿るとローマ帝国初代皇帝アウグストゥスや2世紀に皇帝マルクス・アウレリウス・アントニヌスに反乱を起こし敗死したガイウス・アウィディウス・カッシウス、3世紀の軍人皇帝の一人プピエヌスに辿り着く）と結婚。一説にアタナギルドの息子アルデバルト（アルダバスト、アルタバストス、アルタバスドス）の母になったという。これが事実なら、西ゴート王国の最後の約40年間に在位した幾人かの王はフラウィア・ユリアナの血筋であったことになり、アルデバルトの曽孫ウィティザ王の兄弟シセブトの孫娘ウセンダはアストゥリアス王国第8代国王ベルムード1世と結婚。ラミロ1世（第11代国王）含む4子を儲けた。そして、ベルムード1世の血筋はヒメノ朝（カスティーリャ王家）、ブルゴーニュ王朝に入り込み、現スペイン国王フェリペ6世も末裔の一人である。